# Chung kết Cúp EFL 2021
Chung kết Cúp EFL 2021 là trận chung kết của Cúp EFL 2020-21. Trận đấu diễn ra giữa Manchester City và Tottenham Hotspur tại Sân vận động Wembley ở London, Anh diễn ra vào ngày 25 tháng 4 năm 2021. Đây là trận chung kết cúp EFL lần thứ 61 và là trận thứ 14 được diễn ra tại sân vận động Wembley đã được xây dựng lại.

## Đường đến trận chung kết

### Manchester City
| Vòng                                    | Đối thủ               | Tỉ số |
| --------------------------------------- | --------------------- | ----- |
| 3                                       | Bournemouth (H)       | 2–1   |
| 4                                       | Burnley (A)           | 3–0   |
| TK                                      | Arsenal (A)           | 4–1   |
| BK                                      | Manchester United (A) | 2–0   |
| Ghi chú: (H) = Sân nhà; (A) = Sân khách |                       |       |

Manchester City, với tư cách là một câu lạc bộ Premier League tham gia UEFA Champions League 2020–21, bắt đầu thi đấu ở vòng thứ ba. Họ đánh bại đội vô địch EFL Championship Bournemouth, đội được huấn luyện bởi Jason Tindall vào thời điểm đó và giành chiến thắng 2–1 trong trận đấu sân nhà duy nhất của họ trong giải đấu với các bàn thắng của Liam Delap và Phil Foden cho Manchester City và một bàn thắng của Sam Surridge cho Bournemouth.
Ở vòng 4, họ đánh bại đội bóng ở Premier League Burnley với tỉ số 3–0 tại Turf Moor với hai bàn thắng của Raheem Sterling và một bàn thắng của Ferran Torres.
Trận tứ kết, họ đã đánh bại Arsenal 4–1 tại Sân vận động Emirates với mỗi bàn thắng cho Man City từ Gabriel Jesus, Riyad Mahrez, Phil Foden và Aymeric Laporte và một bàn thắng cho Arsenal từ Alexandre Lacazette. Trận đấu này cũng chứng kiến cuộc đối đầu giữa Mikel Arteta và Pep Guardiola khi Arteta làm việc dưới thời Guardiola trước khi trở thành huấn luyện viên Arsenal.
Trận bán kết, họ đã đánh bại Manchester United trong Trận Derby Manchester với tỉ số 2–0 tại Old Trafford với mỗi bàn thắng của Manchester City là Fernandinho và John Stones. Các trận bán kết được diễn ra theo thể thức một lượt thay vì thể thức hai lượt truyền thống để giảm tắc nghẽn lịch thi đấu.

### Tottenham Hotspur
| Vòng                                    | Đối thủ           | Tỉ số          |
| --------------------------------------- | ----------------- | -------------- |
| 3                                       | Leyton Orient (A) | Đặc cách (3–0) |
| 4                                       | Chelsea (H)       | 1–1 (5–4 p.)   |
| TK                                      | Stoke City (A)    | 3–1            |
| BK                                      | Brentford (H)     | 2–0            |
| Ghi chú: (H) = Sân nhà; (A) = Sân khách |                   |                |

Tottenham, với tư cách là đội bóng Premier League tham gia UEFA Europa League 2020–21, ban đầu dự kiến bắt đầu thi đấu ở vòng ba vào ngày 22 tháng 9 năm 2020. Tuy nhiên, trận đấu gặp Leyton Orient, đã bị hoãn lại sau khi nhiều cầu thủ của Orient có kết quả xét nghiệm dương tính với COVID-19. Vào ngày 25 tháng 9, có thông tin xác nhận rằng Tottenham đặc cách thắng vòng 4 do Orient không thể tham dự trận đấu.
Vòng 4, Tottenham đánh bại Chelsea tại Sân vận động Tottenham Hotspur, 5–4 trên loạt sút luân lưu, sau 90 phút thi đấu kết thúc 1-1 với một bàn thắng cho Tottenham Hotspur của Érik Lamela và một bàn thắng cho Chelsea của Timo Werner. Trong loạt sút luân lưu Eric Dier, Lamela, Pierre-Emile Højbjerg, Lucas và Harry Kane đều thực hiện thành công cho Spurs và Tammy Abraham, Chelsea với César Azpilicueta, Jorginho và Emerson đều thực hiện thành công cho Chelsea. Tuy nhiên, Mason Mount đá hỏng quả phạt đền và kết quả là Chelsea bị loại. Trận đấu này là cuộc đối đầu giữa José Mourinho và Frank Lampard người đã chơi dưới thời Mourinho tại Stamford Bridge.
Tottenham làm khách trước Stoke City tại sân vận động Bet365 trong trận tứ kết, trận đấu kết thúc với chiến thắng 3-1 cho Spurs với các bàn thắng của Gareth Bale, Ben Davies, Kane và một bàn thắng cho Stoke City của Jordan Thompson.
Trận bán kết, Tottenham gặp Brentford thi đấu tại EFL Championship. Tottenham lọt vào trận chung kết với chiến thắng 2–0 tại Sân vận động Tottenham Hotspur với các bàn thắng của Moussa Sissoko và Son Heung-min. Các trận bán kết được diễn ra theo thể thức một lượt thay vì thể thức hai lượt truyền thống để giảm tắc nghẽn lịch thi đấu.

## Trận đấu

### Chi tiết
| Manchester City | 1–0      | Tottenham Hotspur |
| --------------- | -------- | ----------------- |
| - Laporte 82'   | Chi tiết |                   |

| Manchester City | Tottenham Hotspur |

| GK            | 13 | Zack Steffen        |     |     |
| RB            | 2  | Kyle Walker         |     |     |
| CB            | 3  | Rúben Dias          |     |     |
| CB            | 14 | Aymeric Laporte     | 45' |     |
| LB            | 27 | João Cancelo        |     |     |
| CM            | 17 | Kevin De Bruyne     |     | 87' |
| CM            | 25 | Fernandinho (c)     | 59' | 84' |
| CM            | 8  | İlkay Gündoğan      |     |     |
| RF            | 26 | Riyad Mahrez        |     |     |
| CF            | 7  | Raheem Sterling     |     |     |
| LF            | 47 | Phil Foden          |     |     |
| Dự bị:        |    |                     |     |     |
| GK            | 31 | Ederson             |     |     |
| DF            | 6  | Nathan Aké          |     |     |
| DF            | 11 | Oleksandr Zinchenko |     |     |
| DF            | 22 | Benjamin Mendy      |     |     |
| MF            | 16 | Rodri               |     | 84' |
| MF            | 20 | Bernardo Silva      |     | 87' |
| FW            | 9  | Gabriel Jesus       |     |     |
| FW            | 10 | Sergio Agüero       |     |     |
| FW            | 21 | Ferran Torres       |     |     |
| HLV trưởng:   |    |                     |     |     |
| Pep Guardiola |    |                     |     |     |

| GK          | 1  | Hugo Lloris (c)       |     |     |
| RB          | 24 | Serge Aurier          |     | 90' |
| CB          | 4  | Toby Alderweireld     |     |     |
| CB          | 15 | Eric Dier             |     |     |
| LB          | 3  | Sergio Reguilón       | 27' |     |
| CM          | 8  | Harry Winks           |     |     |
| CM          | 5  | Pierre-Emile Højbjerg |     | 84' |
| RW          | 27 | Lucas Moura           |     | 67' |
| AM          | 18 | Giovani Lo Celso      |     | 67' |
| LW          | 7  | Son Heung-min         |     |     |
| CF          | 10 | Harry Kane            |     |     |
| Dự bị:      |    |                       |     |     |
| GK          | 12 | Joe Hart              |     |     |
| DF          | 6  | Davinson Sánchez      |     |     |
| DF          | 25 | Japhet Tanganga       |     |     |
| MF          | 11 | Erik Lamela           |     |     |
| MF          | 17 | Moussa Sissoko        |     | 67' |
| MF          | 20 | Dele Alli             |     | 84' |
| MF          | 28 | Tanguy Ndombele       |     |     |
| FW          | 9  | Gareth Bale           |     | 67' |
| FW          | 23 | Steven Bergwijn       |     | 90' |
| HLV trưởng: |    |                       |     |     |
| Ryan Mason  |    |                       |     |     |

| Cầu thủ xuất sắc nhất trận đấu: Riyad Mahrez (Manchester City) Trợ lý trọng tài: Lee Betts (Norfolk) Constantine Hatzidakis (Kent) Trọng tài bàn: Peter Bankes (Liverpool) Trợ lý trọng tài dự bị: Dan Robathan (Norfolk) Trợ lý trọng tài video: Andre Marriner (Birmingham) Trợ lý trọng tài video: Adrian Holmes (West Riding) | Quy định trận đấu: - 90 phút thi đấu - 30 phút hiệp phụ nếu tỷ số hoà - Loạt sút luân lưu nếu tỷ số vẫn hoà - 9 cầu thủ dự bị - Tối đa thay cầu thủ là 5 người, được thêm 1 lượt thay cầu thủ ở hiệp phụ |